# コードギアス 反逆の山々
『コードギアス 反逆の山々』（コードギアス はんぎゃくのやまやま）は、アニメ『コードギアス 反逆のルルーシュ』に関連したインターネットラジオ番組である。2006年12月12日からm-serveにて配信されていた。
また、2007年4月よりリニューアルとして『コードギアス 反逆の山々 DX』がラジオ関西、文化放送にて放送された。翌週の月曜にはBIGLOBEストリームでもネット配信が開始された。
第1回配信によると、「反逆の山々」という番組名は、両パーソナリティの名前に共に「山」が付くことから付けられた。ペンネーム（ラジオネーム）については「山名前」が採用された。

## 概要

### 反逆の山々
- 配信期間：2006年12月12日 - 2007年3月27日
- 配信日：毎週火曜日
- パーソナリティ：福山潤（ルルーシュ・ランペルージ役）、杉山紀彰（リヴァル・カルデモンド役）

### 反逆の山々 DX
- ラジオ関西：2007年4月5日 - 9月27日（毎週木曜日 25:30 - 26:00）
- 文化放送：2007年4月7日 - 9月29日（毎週土曜日 25：30 - 26：00）
- BIGLOBEストリーム：2007年4月9日 - 10月1日（毎週月曜日更新）

## 番組終了時のコーナー
あれってギアス!?
視聴者の周りで起きる不可思議な物事・出来事を、ギアスに喩えたらいかに無駄かをパーソナリティが判定するコーナー。無駄具合の単位は「ギアチュ」で、1～100までで判定。0に近いほど有益で、100に近いほど無駄。
敵は山々にあり!
パーソナリティ二人が一つのお題に対して競い合っていくコーナー。お題はリスナーから募集される。
どんどん集え! お山の騎士団
後述の集え! お山の騎士団をマイナーチェンジした内容のコーナー。毎回お題を決め、リスナーから報告される能力（特技）をいかに活かすことが出来るようになるかを福山潤が即興でトークする。報告はお題にそって投稿されているわけではないので、たいてい無理矢理なこじつけになる。
1回だけ従順な俺たち
『一回だけ』ならやってもらえるんじゃないかという内容の依頼をパーソナリティに実現してもらうコーナー。ゲストのいる回ではゲストがおこなう。

## 終了したコーナー
集え! お山の騎士団
第9回から開始したコーナー。特技や自慢事のある人にお山の騎士団への入団希望を募り、元首・福山潤が入団の是非を判定する。
アッシュフォード学園男子更衣室
心に秘めている思いをパーソナリティに代わりに「伝説の男ロッカー」に向かって大きな声で言ってもらうコーナー。なお、女性ゲストのいる回にはパーソナリティの二人の口調が女性口調になり（ただし口調が気色悪いのかコーナー説明部分までしか続かない）、コーナー名がアッシュフォード学園女子更衣室に、男ロッカーが乙女ロッカーに変更される。
男ロッカーの妖精杉様
　　男ロッカーの妖精杉様が宣伝をしたコーナー。杉様は杉山紀彰が裏声で声を当てている。

## ゲスト
『反逆の山々 DX』
- 第3回：櫻井孝宏（枢木 スザク役）
- 第7回：酒井ミキオ（挿入歌歌手）
- 第12回：折笠富美子（シャーリー・フェネット役）
- 第16回：小清水亜美（カレン・シュタットフェルト役）
- 第20回：大原さやか（ミレイ・アッシュフォード役）
- 第23回：南央美（ユーフェミア・リ・ブリタニア役）
- 第25回：名塚佳織（ナナリー・ランペルージ役）

## CD
- コードギアス 反逆のルルーシュ Sound Episode Newtype SPECIAL ＋

「Newtype」7月号の付録CD。『反逆の山々DX special』収録の最中に電波ジャックが発生、スタッフと山々の二人はギアスをかけられ、ルルーシュとリヴァルによる「反逆のルルールル」（命名ルルーシュ）が始まるという設定。収録時間約13分。
- コードギアス 反逆の山々DX VN出張版

「ボイスニュータイプ」No.021の付録CD
- コードギアス 反逆の山々DX Newtype Romance Special AFTER STAGE

「Newtype Romance」2007SUMMERの付録CD